# Kashima (Kumamoto)
Kashima (jap. 嘉島町 Kashima-machi) – miasto w Japonii, na wyspie Kiusiu, w prefekturze Kumamoto. Według danych na rok 2020 miejscowość zamieszkiwało 9 547  mieszkańców , a gęstość zaludnienia wyniosła 573,4 os./km².